# Homoneura serristylus
Homoneura serristylus är en tvåvingeart som beskrevs av Mitsuhiro Sasakawa 2001. Homoneura serristylus ingår i släktet Homoneura och familjen lövflugor.
Artens utbredningsområde är Vietnam. Inga underarter finns listade i Catalogue of Life.